# Chattahoochee County
Chattahoochee County is een county in de Amerikaanse staat Georgia.
De county heeft een landoppervlakte van 644 km² en telt 14.882 inwoners (volkstelling 2000). De hoofdplaats is Cusseta.